# Roger III de Tosny
Roger III de Tosny, mort vers 1160, lord de Flamstead en Angleterre et seigneur de Conches-en-Ouche et de Nogent-le-Roi, est un baron anglo-normand de la famille de Tosny.

## Biographie
Roger III succède à son père en 1126. Le roi Henri Ier d'Angleterre tient à cette époque le duché de Normandie d'une poigne de fer. À l'extérieur, le belliqueux seigneur de Tosny peut librement mener des guerres privées. Dans le Chartrain où se trouve son château de Nogent-le-Roi, il combat, en 1133, Hugues de Châteauneuf. 
Dans les dernières années du règne d'Henri Ier d'Angleterre, le comte d'Anjou et gendre du roi, Geoffroy Plantagenêt, s'impatiente de lui succéder à la tête du duché de Normandie. Pour précipiter ce moment, il complote avec plusieurs barons normands, notamment Roger III et Guillaume III Talvas. Soupçonneux, Henri Ier prévient la révolte en installant une garnison ducale à Conches-en-Ouche, le principal château des Tosny. Le roi meurt peu après, en décembre 1135. 
Geoffroy d'Anjou réactive ses alliances normandes pour s'emparer de la Normandie mais il se heurte aux partisans du neveu du défunt roi Henri, Étienne de Blois, qui vient de se faire couronner roi d'Angleterre. Divisée, la Normandie est à feu et à sang. En soutenant activement les Angevins, Roger III se montre être l'un des principaux fauteurs de troubles. Il s'attaque à son puissant voisin Robert de Leicester, baron de Breteuil-sur-Iton et fidèle d'Étienne puis s'en prend directement à un château ducal (Le Vaudreuil). Son activisme belliqueux nécessite l'intervention de Galéran IV de Meulan, lieutenant du roi pour la Normandie, puis du comte de Champagne Thibaut. Galeran met provisoirement fin à ses agissements en le capturant près de Louviers, en 1136. Provisoirement car, au bout de six mois de captivité Roger est libéré sur la demande du roi Étienne qui croit s'en faire un nouvel allié. Or, Étienne reparti en Angleterre, le seigneur de Tosny se révolte de nouveau (1138). Galeran aidé de Guillaume d'Ypres dévaste le territoire de Conches-en-Ouche. Appuyé par son beau-frère Baudouin IV de Hainaut, Roger réplique en brûlant Breteuil-sur-Iton, fief de Robert de Leicester. Finalement, Galeran, Robert et Roger concluent une paix. Il est possible qu'une des conditions du traité soit le mariage entre le fils de Roger, Raoul, et la fille de Robert de Leicester, Marguerite. Le seigneur de Tosny est ensuite conduit en Angleterre auprès du roi Étienne avec lequel il se réconcilie (1138). Il n'apparaît plus ensuite dans le récit du chroniqueur Orderic Vital, notre principale source sur cette période. 
Tout au plus sait-on que, vers 1150, Roger III fonde le petit monastère féminin de Flamstead (Hertfordshire) en Angleterre. En 1160, en conflit avec Henri II d'Angleterre, le roi de France Louis VII s'empare de Nogent-le-Roi puis le restitue. Mais Roger était-il encore vivant à cette date ? 

## Famille et descendance
Père : Raoul III de Tosny.
Épouse : Ida, sœur de Baudoin IV, comte de Hainaut.
Enfants : Raoul IV de Tosny, (mort en 1162), marié à Marguerite, fille de Robert de Leicester : d'où Roger IV de Tosny.

### Source
- Orderic Vital, Histoire de la Normandie, éd. Guizot, tome IV, 1826.